# Nákladní automobil

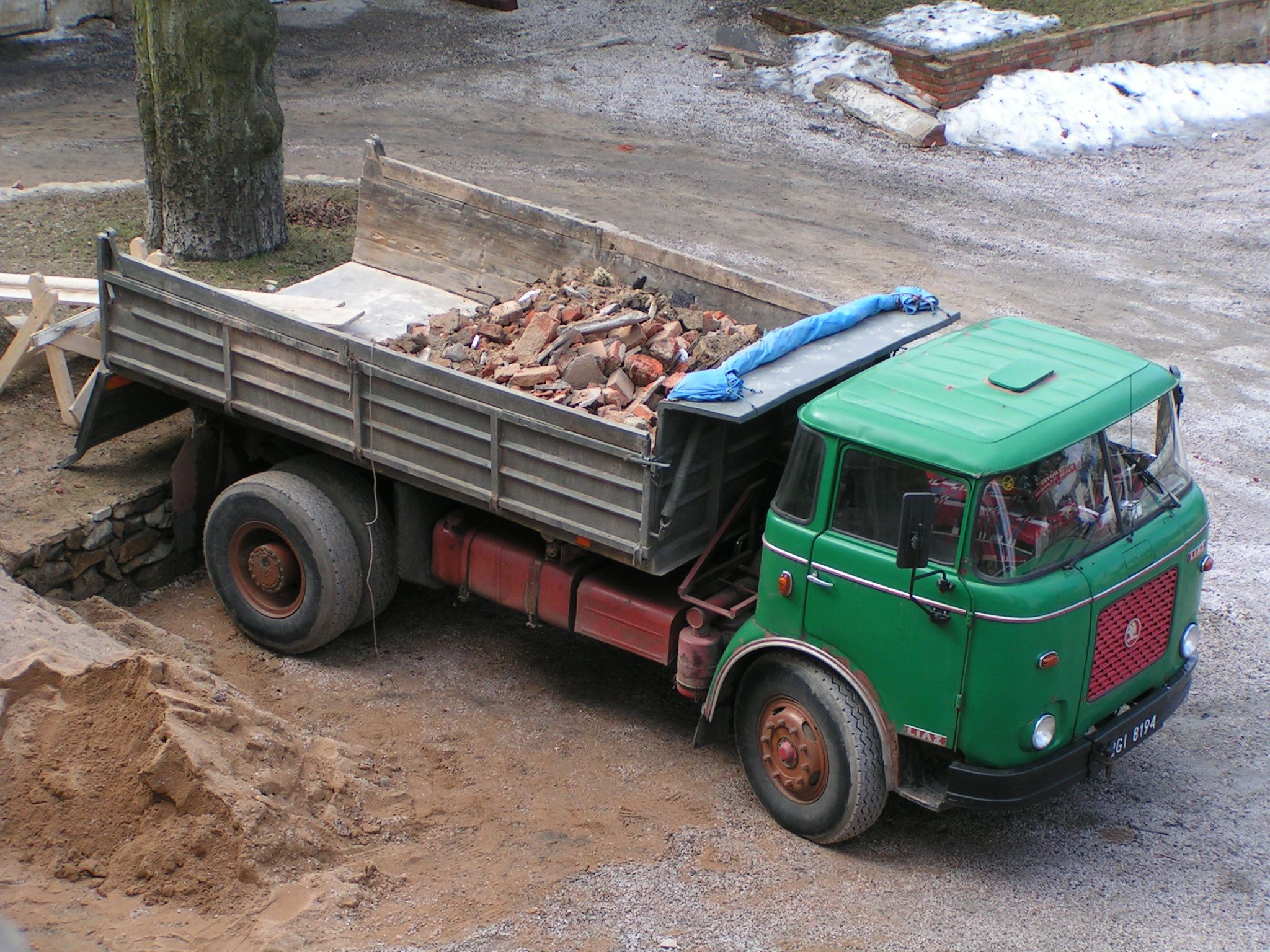
LIAZ (Škoda) 706 MTS

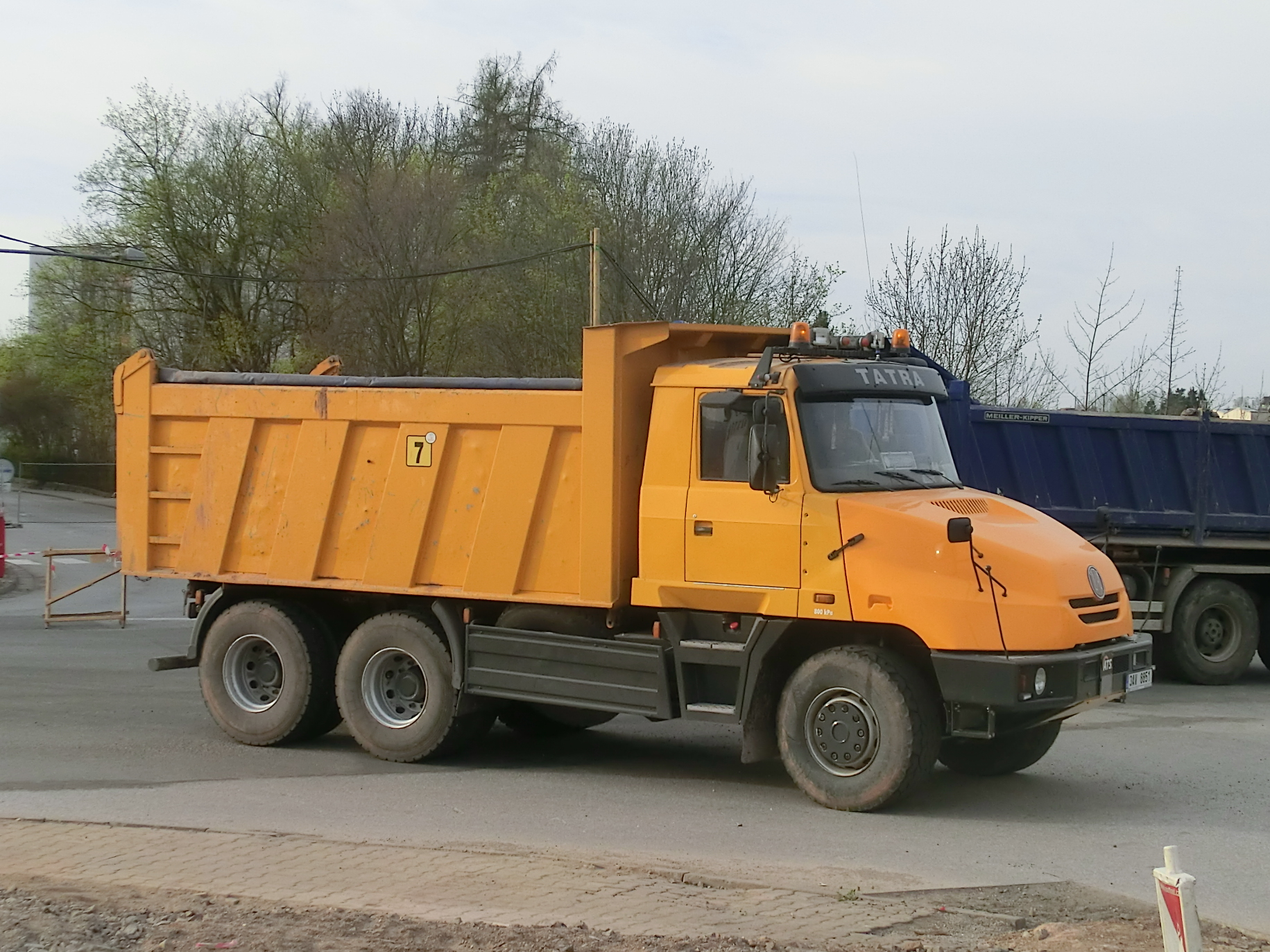
Tatra Jamal

Nákladní automobil či lidově náklaďák je typem užitkového automobilu sloužícím především k přepravě nákladu. Z terminologického hlediska jsou nákladními automobily zpravidla i dodávky nebo pick-upy, i když některé značky či omezení týkající se nákladních automobilů se vztahují pouze na nákladní automobily o hmotnosti 3,5 tuny a více.
Kamiony tvořené návěsovou soupravou zpravidla nákladním automobilem nejsou. Samotný tahač návěsu není nákladním automobilem a návěs je přípojným vozidlem bez vlastního pohonu, tedy není automobilem.

## Dělení nákladních automobilů
Podle druhu přepravy a pracovního zaměření nákladní automobily dělíme na:
- skříňové
- valníkové
- sklápěčkové
- cisternové

## Speciální typy
Tyto typy nákladních automobilů jsou uzpůsobeny k převážení specializovaných strojů, nástrojů, přístrojů či technologických zařízení:
- autojeřáby
- autobagry
- cisternové vozy
- přepravníky automobilů
- pumpy na beton
- betonážní mixy
- přenosové telekomunikační vozy
- vysokozdvižné plošiny
- pojízdné prodejny
- pojízdné knihovny
- požárnické vozy
- automobily pro přepravu rozměrných či těžkých nákladů
- vozidla pro přepravu živých zvířat
- pojízdné zemědělské či telekomunikační dílny
- vozidla pro přepravu sypkých hmot
- vozidla pro speciální použití (např. obytný vůz, obytná dodávka)

## Užití
Nákladní automobil se používá nejen v silniční dopravě, ale i v dalších oborech lidské činnosti, například v:
- zemědělství
- lesnictví a vodním hospodářství
- těžebním průmyslu
- stavebnictví
- armádě